# Silião

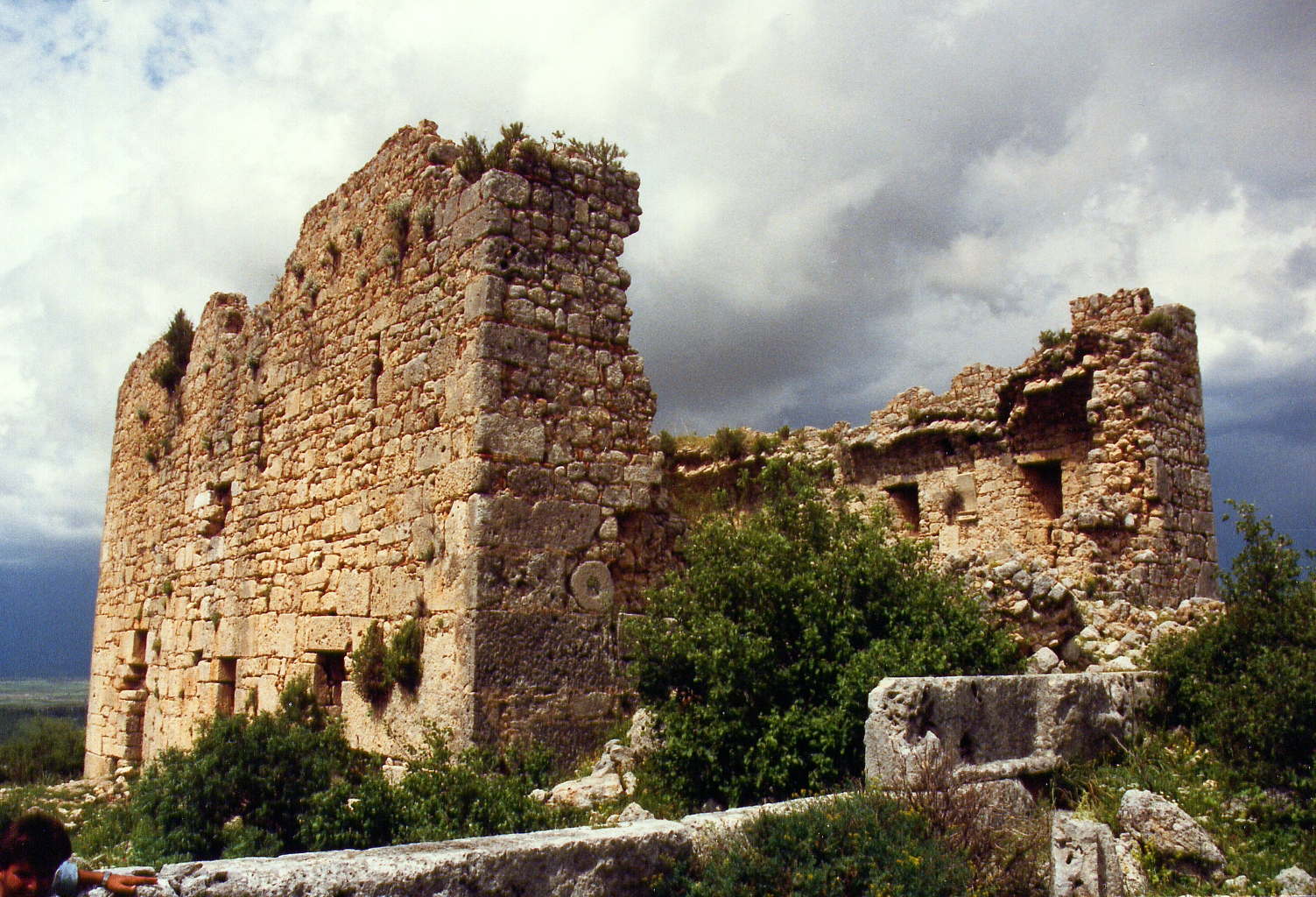
Ruínas dum edifício helenístico

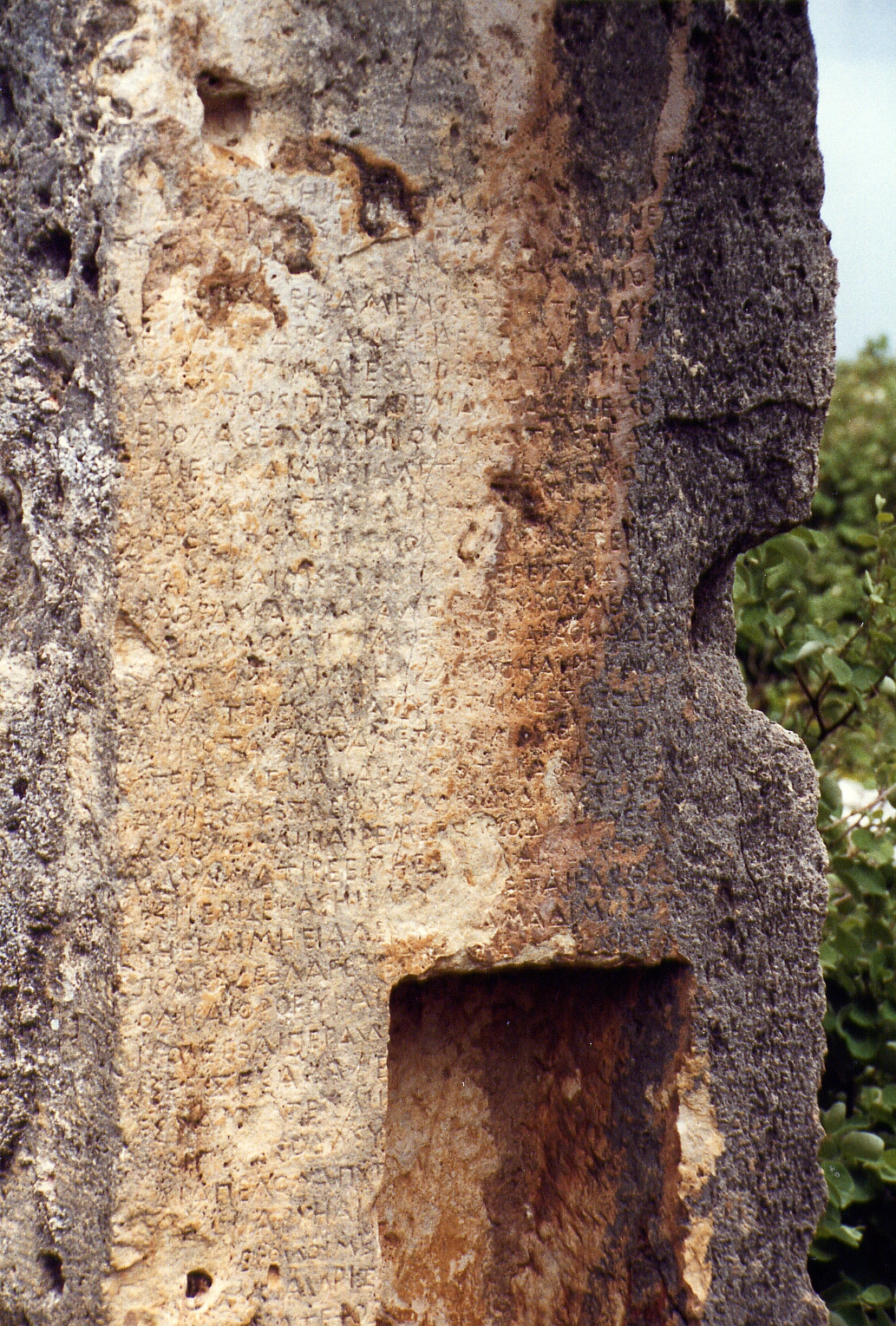
Inscrições em grego panfílio

Silião (em grego: Σίλλυον; romaniz.: Síllyon ou Σίλλυον; romaniz.: Sylleion), conhecida no Império Bizantino como Sileu (Συλλαῖον; em latim: Syllaeum) foi uma importante cidade e fortaleza perto de Ataleia (atual Antália), na Panfília, uma região costeira do sul da Anatólia, que atualmente faz parte da região do Mediterrâneo da Turquia.
O nome nativo em grego panfílio era Selyniys, possivelmente derivado do original hitita Sallawassi. Os topónimos atuais turcos da área são Yanköy Hisarı ("fortaleza da aldeia de Yan") e Asar Köy ("aldeia de Asar").

## História

### Antiguidade
Durante a Antiguidade a cidade foi relativamente pouco importante. De acordo com uma lenda, Silião foi fundada como uma colónia de Argos, enquanto outra refere que foi fundada, juntamente com Sida e Aspendo, pelos videntes Mopso, Calcas e Anfíloco depois da Guerra de Troia.
A cidade é mencionada pela primeira vez c. 500 a.C. por Pseudo-Cílax (polis Sylleion). A partir de 469 a.C. a cidade integra a Liga de Delos liderada por Atenas; é mencionada na lista de tributos de Atenas ca. 450 a.C. e 425 a.C., desaparecendo em seguida dos registos históricos, só reaparecendo em 333 a.C., quando alegadamente resistiu com sucesso a um cerco de Alexandre, o Grande. Segundo Arriano (ca.  92–175 d.C.) (Anábase de Alexandre, I. 26), o lugar, registado como Silião, estava bem fortificado e dispunha duma forte guarnição de mercenários e "bárbaros nativos", o que forçou Alexandre, pressionado por falta de tempo, a abandonar o cerco depois do primeiro assalto ter falhado.
A cidade foi extensivamente reconstruída sob os Selêucidas, especialmente o teatro. Posteriormente, quando a maior parte da Ásia Menor passou a fazer parte do Reino de Pérgamo, Silião permaneceu livre por decisão do Senado romano.

#### Numismática
A tradição de cunhagem de moeda é atestada continuamente desde o início do século III a.C. até ao reinado do imperador romano Aureliano (r. 270–275). Tetradracmas dos tipos alexandrino e lisimáquio foram cunhadas entre 281 e 190 a.C., mas à parte disso, as moedas de Silião são de bronze. As moedas do século III a.C. apresentam uma cabeça com barbas ou uma figura em pé, possivelmente identificável com o deus Apolo, ou um raio e a inscrição ΣΕΛΥΝΙΥΣ (o nome nativo panfílio). As moedas sob a suserania romana apresentam os mesmos motivos, mas com a inscrição helenizada para CΙΛΛΥΕΩΝ ("dos 'Silioanos').

### Período bizantino
Sob o Império Bizantino, a cidade ganhou alguma importância. É mencionada como o local onde foi destruída por uma tempestade uma frota árabe no final de 677 ou 678, após o cerco árabe fracassado a Constantinopla. Sendo um dos principais locais fortificados da região, tornou-se a sede dum representante imperial (ek prosopou), complementando o estratego do tema naval dos Cibirreotas. Silião situava-se no início da grande estrada pública que ligava a costa sul, via Amório e Niceia, com a Bitínia e a capital Constantinopla, uma posição que fez com que começasse a ganhar importância em relação a Perge, a metrópole regional tradicional. Em data desconhecida entre 787 e 815, a sede diocesana local foi transferida para Silião.
A cidade, como o resto da Panfília, foi conquistada pelos turcos seljúcidas em 1207, passando a fazer parte do Sultanato de Rum.

#### Figuras históricas
- Santo António, o Novo foi ek prosopou (representante imperial) em Silião ca. 821–829.[3]

- O Patriarca de Constantinopla Constantino II foi bispo da cidade.[3]

- O Patriarca António I de Constantinopla nasceu na cidade.[3]

## Sítio arqueológico
As ruínas existentes de Silião datam dos períodos helenístico, romano, bizantino e, em menor escala, também do período seljúcida. Entre elas encontram-se as portas da cidade, um estádio, um anfiteatro e um odeão (parte dos quais derrubados por uma deslizamento de terra), um templo, uma cisterna e um ginásio. Uma grande parte das ruínas encontra-se ameaçado de deslizamento de terra, pois a cidade situa-se no cimo dum planalto rochoso.